# Borsad
Borsad là một thành phố và khu đô thị của quận Anand thuộc bang Gujarat, Ấn Độ.

## Địa lý
Borsad có vị trí 22°25′B 72°54′Đ / 22,42°B 72,9°Đ Nó có độ cao trung bình là 30 mét (98 foot).

## Nhân khẩu
Theo điều tra dân số năm 2001 của Ấn Độ, Borsad có dân số 56.541 người. Phái nam chiếm 52% tổng số dân và phái nữ chiếm 48%. Borsad có tỷ lệ 68% biết đọc biết viết, cao hơn tỷ lệ trung bình toàn quốc là 59,5%: tỷ lệ cho phái nam là 75%, và tỷ lệ cho phái nữ là 60%. Tại Borsad, 13% dân số nhỏ hơn 6 tuổi.